# Argia pulla
Argia pulla là một loài chuồn chuồn kim trong họ Coenagrionidae.
Argia pulla is in 1865 voor het eerst wetenschappelijk beschreven door Hagen in Selys.